# Trabajo de fin de grado
Trabajo de Fin de Grado (TFG) o Trabajo de Fin de Carrera, equivalente en parte a las antiguas tesinas de las licenciaturas universitarias, tiene como finalidad la demostración por parte del estudiantado del dominio y aplicación de los conocimientos, competencias y habilidades. Se trata de un trabajo que es desarrollado de forma autónoma al final de los Grados universitarios, en España tiene una duración entre 6 y 36 créditos ECTS.

## El Trabajo Fin de Grado
Con el Proceso de Bolonia y el Espacio Europeo de Educación Superior, los títulos universitarios de Grado (240 créditos ECTS) exigen como condición para adquirir la titulación un proyecto de investigación autónomo con una tesina final que tiene entre 6 y 24 créditos ECTS, para los grados de 300 créditos ECTS la duración máxima será de 30 créditos y para los que tienen una duración de 360 créditos de 36 créditos.
La realización del TFG tiene la finalidad de favorecer que el estudiante integre las enseñanzas recibidas durante los estudios y asegurar la adquisición de las competencias propias de la titulación.
El trabajo se realiza bajo la supervisión de un tutor (supervisor del TFG) y al final se debe presentar y defender el trabajo ante un tribunal que calificará y valorará el trabajo.
Este tipo de Trabajos son útiles para el desarrollo de competencias específicas (que están directamente relacionadas con la profesión) y competencias transversales. Entre las competencias transversales que pueden desarrollarse están las de carácter ético o deontológico.
El contenido de un trabajo de fin de grado varía en función del tema y de la universidad a la que se presente. Pero, en general, cualquier TFG suele incluir los siguientes elementos:
1. Portada y contraportada
2. Índice.
3. Introducción.
4. Desarrollo.
5. Conclusiones.
6. Bibliografía.
7. Índice de Tablas (opcional).
8. Índice de Figuras (opcional).
9. Apéndices (opcionales).